# Емілі Генрі
Емілі Генрі (англ. Emily Henry) — американська письменниця. Авторка романів «Пляжне чтиво», «Люди, яких ми зустрічаємо у відпустці», «Книголюби», «Щасливе місце», «Кумедна історія» та «Велике прекрасне життя», які були визнані бестселерами за версією «Нью-Йорк Таймз».

## Життєпис
Емілі Генрі навчалась у старшій школі міста Цинциннаті. Продовжила навчання у Коледжі Хоуп завдяки творчій письмовій стипендії, плануючи вивчати хореографічне мистецтво. Письменниця також закінчила письменницьку резиденцію в нині вже неіснуючому Нью-Йоркському центрі досліджень мистецтва та медіамистецтва, що був частиною Університету Бетел. Після коледжу Емілі Генрі повернулася до Цинциннаті; на цей час проживає та пише в Цинциннаті та Кентуккі, на території північної частини річки Огайо. Емілі Генрі є штатним письменником і коректором.

## Письменницька кар'єра
Дебютний роман Емілі Генрі в жанрі янґ-едалт, «Кохання, що розділило світ», було видано у січні 2016 року. Після написання кількох романів для молоді, у 2020 році був опублікований перший любовний роман для дорослих «Пляжне чтиво», який отримав широкий успіх. Статті та згадки про її книги з'являлись у таких ЗМІ, як: BuzzFeed, O, The Oprah Magazine, Entertainment Weekly, The New York Times, The Skimm, Shondaland тощо. Письменниця продовжила писати любовні романи для дорослих, опублікувавши «Люди, яких ми зустрічаємо у відпустці» у 2021 році та «Книголюби» у 2022 році. Її останній роман «Щасливе місце» був опублікований 25 квітня 2023 року. Станом на березень 2023 року Емілі Генрі продала всього понад 2,4 мільйона книг.
Наразі триває робота над екранізацією перших трьох любовних романів Емілі Генрі. У жовтні 2022 року було оголошено про екранізацію роману «Люди, яких ми зустрічаємо у відпустці» компанією Sony's 3000 Pictures за сценарієм Юлінь Куанг, режисером якого став Бретт Гейлі, а продюсером — компанія Temple Hill. 28 березня 2023 року було оголошено про екранізацію роману «Книголюби» кінокомпанією Tango. До написання сценарію було залучено Сару Гейворд. Тижнем пізніше, 5 квітня, було оголошено, що Юлінь Куанг буде також сценаристкою та режисеркою під час створення екранізації роману «Пляжне чтиво» для кіностудії 20th Century.

## Доробок

### Підліткова література (янґ-едалт література)
- The Love That Split the World (2016)
- A Million Junes (2017)
- When the Sky Fell on Splendor (2019)
- Hello Girls with Brittany Cavallaro (2019)